# Maljas Amoyan
Maljas Amoyan (en armenio: Մալխաս Ամոյան; Ereván, 22 de enero de 1999) es un deportista armenio que compite en lucha grecorromana.
Participó en los Juegos Olímpicos de París 2024, obteniendo una medalla de bronce en la categoría de 77 kg.
Ganó tres medallas en el Campeonato Mundial de Lucha entre los años 2021 y 2023, y cinco medallas en el Campeonato Europeo de Lucha entre los años 2021 y 2025.

## Palmarés internacional
| Juegos Olímpicos   | Juegos Olímpicos        | Juegos Olímpicos  | Juegos Olímpicos |
| Año                | Lugar                   | Medalla           | Categoría        |
| ------------------ | ----------------------- | ----------------- | ---------------- |
| 2024               | París (Francia)         | Medalla de bronce | 77 kg            |
| Campeonato Mundial |                         |                   |                  |
| Año                | Lugar                   | Medalla           | Categoría        |
| 2021               | Oslo (Noruega)          | Medalla de oro    | 72 kg            |
| 2022               | Belgrado (Serbia)       | Medalla de bronce | 77 kg            |
| 2023               | Belgrado (Serbia)       | Medalla de bronce | 77 kg            |
| Campeonato Europeo |                         |                   |                  |
| Año                | Lugar                   | Medalla           | Categoría        |
| 2021               | Varsovia (Polonia)      | Medalla de plata  | 72 kg            |
| 2022               | Budapest (Hungría)      | Medalla de oro    | 77 kg            |
| 2023               | Zagreb (Croacia)        | Medalla de oro    | 77 kg            |
| 2024               | Bucarest (Rumania)      | Medalla de oro    | 77 kg            |
| 2025               | Bratislava (Eslovaquia) | Medalla de oro    | 77 kg            |